# Весёлый (Дубовский район)
Весёлый — хутор в Дубовском районе Ростовской области. 
Административный центр Весёловского сельского поселения.

## История
Хутор Весёлый основан в 1926 году. Здесь располагался колхоз "Новая Жизнь", позднее - "Ленинский Путь". 

## География
Хутор расположен на правом берегу реки Сал

## Население
Динамика численности населения
| 1926 | 2002 |
| ---- | ---- |
| 48   | 736  |

| 1989 | 2002 | 2010 |
| ---- | ---- | ---- |
| 757  | ↘737 | ↘730 |

## Улицы
- ул. Кирова,
- ул. Комсомольская,
- ул. Ленина,
- ул. Молодёжная,
- ул. Октябрьская,
- ул. Харитонова.